# Ringwall Eichenschlag

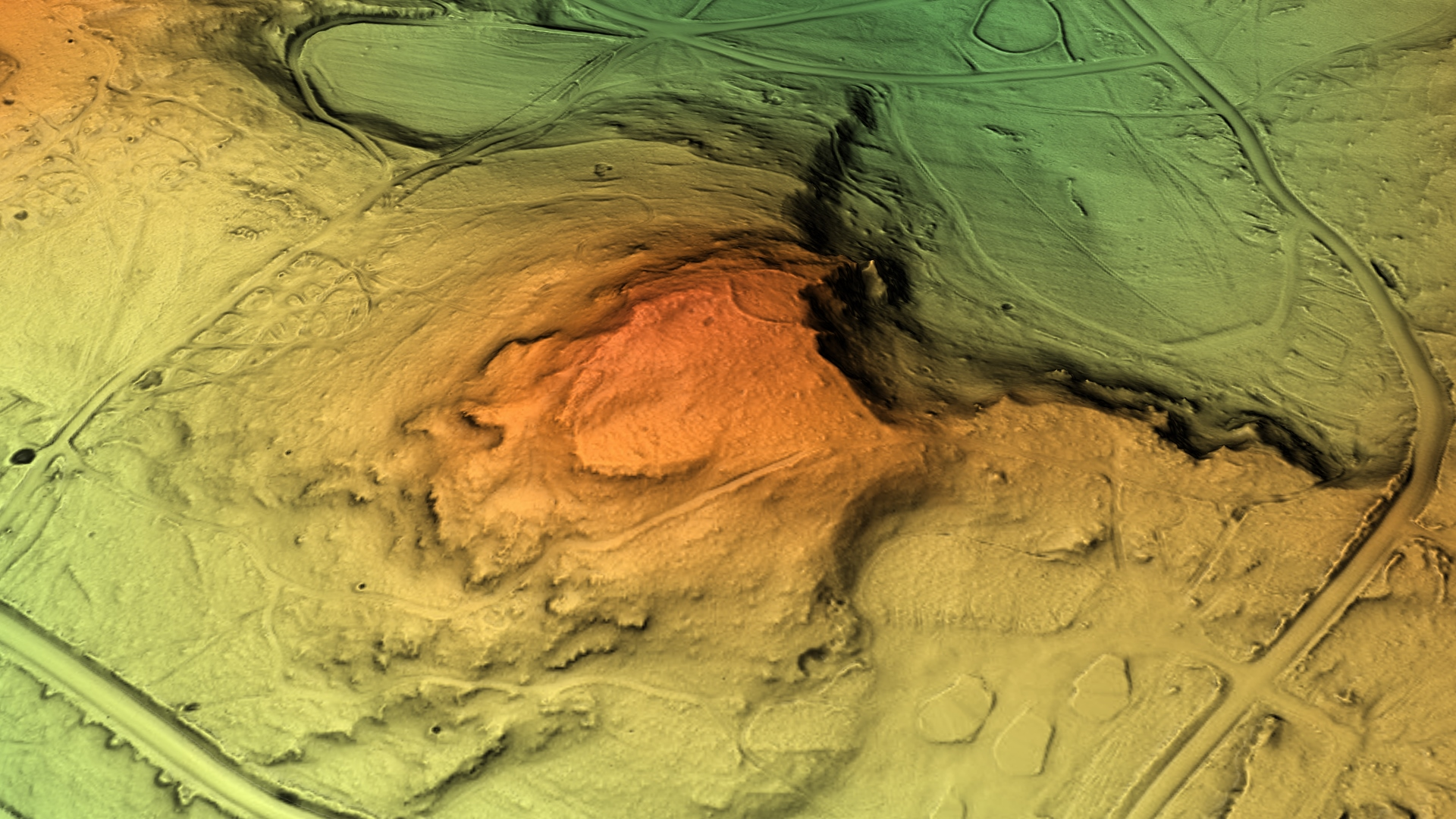
3D-Ansicht des digitalen Geländemodells

Der Ringwall Eichenschlag, auch Wallburg Hörmannsdorf genannt, befindet sich im Wald Eichelschlag nordöstlich von Eichensee, heute einem Gemeindeteil der Oberpfälzer Stadt Parsberg im Landkreis Neumarkt in der Oberpfalz von Bayern, bereits im Teil des Truppenübungsplatzes Hohenfels, der im Stadtgebiet von Velburg liegt. Die Anlage wird als Bodendenkmal unter der Aktennummer D-3-6736-0002 im Bayernatlas als „Wallanlage vor- und frühgeschichtlicher Zeitstellung“ geführt. 

## Beschreibung
Die Wallanlage besitzt eine hufeisenförmige Form mit einer nach Osten offenen Seite, die an die felsige Steilhangkante angelehnt ist. Die Innenfläche beträgt 40 × 35 m, der Wall ist bis zu 6 m breit und 0,6 m hoch. Die vorhandenen Durchbrüche sind rezenter Art, am südöstlichen Ende ist ein Zugang gegen den Steilhang frei.